# Enierhietykau
Enierhietykau (biał. Энергетыкаў; ros. Энергетиков, Eniergietikow; hist. pol. Niehorełe, Niehorele) – osiedle na Białorusi, w obwodzie mińskim, w rejonie dzierżyńskim, w sielsowiecie Niehorele, którego władz jest siedzibą.

## Transport
Znajduje się tu przystanek kolejowy Enierhietyk, położony na linii Moskwa – Mińsk – Brześć.
W pobliżu leży węzeł drogi magistralnej M1 z drogą republikańską R68.

## Historia
Dawniej w miejscu, w którym obecnie leży Enierhietykau, znajdował się majątek ziemski (folwark) Niehorele (Niehorełe), którą to nazwę przejęło później agromiasteczko zbudowane wokół stacji kolejowej Niehorele.
W XIX i w początkach XX w. majątek położony w Rosji, w guberni mińskiej, w powiecie mińskim. Niehorełe wchodziły w skład hrabstwa kojdanowskiego Radziwiłłów. Później należały kolejno do Abłamowiczów i Czapskich.
Po I wojnie światowej pod administracją polską, w Zarządzie Cywilnym Ziem Wschodnich, w okręgu mińskim, w powiecie mińskim.
W wyniku postanowień traktatu ryskiego znalazły się w granicach Związku Sowieckiego. W latach 1932–1937 w Polskim Rejonie Narodowym im. Feliksa Dzierżyńskiego. W 1969 w miejscu dawnego folwarku powstało osiedle Enierhietykau.
Od 1991 w niepodległej Białorusi. Na fali białoruskiego odrodzenia narodowego w czasach upadku komunizmu, w latach 1990 - 1993 odbywał się tu obóz letni Hrunwald – pierwszy białoruskojęzyczny narodowo-patriotyczny obóz wakacyjny dla dzieci i młodzieży.